# Plutónium(III)-klorid
A plutónium(III)-klorid  egy vegyület. Képlete PuCl3. Fém plutónium sósavban való oldásával állítják elő.

## Előállítása
Elő lehet állítani plutónium és klór reakciójával vákuumban vagy argonatmoszférában:
{\displaystyle \mathrm {2\ Pu+3\ Cl_{2}\longrightarrow 2\ PuCl_{3}} }
Elő lehet állítani plutónium(IV)-oxid és szén-tetraklorid reakciójával:
{\displaystyle \mathrm {2\ PuO_{2}+4\ CCl_{4}\longrightarrow 2\ PuCl_{3}+4\ COCl_{2}+Cl_{2}} }
De elő lehet állítani plutónium(IV)-hidroxid vagy plutónium-hidrid és hidrogén-klorid reakciójával, vagy plutónium(III)-oxalát dekahidrát és hexaklórpropén reakciójával is.

## Szerkezete
A plutóniumatomok koordinációs száma 9, a klóré 3. Alakja trigonális prizma.

## Tulajdonságai
Kristályai zöldek. Vízben és híg savakban oldódik, oldata kék színű. Hexagonális kristályrendszerben kristályosodik, tércsoport P63/m, rácsállandók a = 739 pm és c = 424 pm, elemi cellája két plutóniumatomot tartalmaz. Kristályszerkezete izotipikus az urán(III)-kloridéval.
Vízben oldva mono-, tri- és hexahidrátot alkot.

## Biztonság
Radioaktív vegyület, súlyos sérülést okozhat. Meleg tapintású.

## Fordítás
- Ez a szócikk részben vagy egészben  a   Plutonium(III) chloride című angol Wikipédia-szócikk fordításán alapul.  Az eredeti cikk szerkesztőit annak laptörténete sorolja fel. Ez a jelzés csupán a megfogalmazás eredetét és a szerzői jogokat jelzi, nem szolgál a cikkben szereplő információk forrásmegjelöléseként.
- Ez a szócikk részben vagy egészben  a   Plutonium(III)-chlorid című német Wikipédia-szócikk fordításán alapul.  Az eredeti cikk szerkesztőit annak laptörténete sorolja fel. Ez a jelzés csupán a megfogalmazás eredetét és a szerzői jogokat jelzi, nem szolgál a cikkben szereplő információk forrásmegjelöléseként.